# Черепашки-ниндзя (фильм, 2014)
«Черепашки-ниндзя» (англ. Teenage Mutant Ninja Turtles) — супергеройский боевик режиссёра Джонатана Либесмана, основанный на франшизе «Черепашки-ниндзя». Картина была анонсирована незадолго до того, как Питер Лэрд, один из создателей «Черепашек-ниндзя», продал права на франшизу телевизионному каналу Nickelodeon в 2009 году. Премьера фильма состоялась 3 августа 2014 года в Лос-Анджелесе, США.

## Сюжет
Фильм начинается с того, что Эйприл О’Нил — бесстрашный репортёр 6-го Канала — расследует дело о преступной банде Клане Фут, наводящем ужас на улицы мегаполиса Нью-Йорка. Отправившись в порт, Эйприл становится свидетелем ограбления порта Кланом Фут и того, как их останавливают вигиланты в масках. На месте событий Эйприл находит загадочный символ, оставленный таинственными героями на одном из контейнеров и фотографирует его. В редакции все работники и начальница Эйприл, Бернадетт Томпсон, не воспринимают её всерьёз.
Тем временем, американский учёный Эрик Сакс рассказывает своему лидеру Шреддеру о том, что таинственные герои снова разрушили их планы, и раздражённый лидер Клана Фут приказывает захватить пассажиров станции метро в заложники, чтобы выманить вигилантов. Эйприл направляется туда, чтобы заснять происшествие, но сама попадает в заложники. Внезапно, свет на станции выключается и четыре фигуры обезвреживают клан и освобождают заложников. Эйприл следует за ними на крышу здания и ей удаётся заснять их на телефон, но она теряет сознание, когда перед ней предстают четыре антропоморфных Черепашки. Она приходит в себя и обнаруживает, что фотографии на телефоне были стёрты. Перед тем как её покинуть, Черепашки советуют ей никому не говорить о том, что она видела. Она слышит имена двух Черепашек — Рафаэля (Раф) и Леонардо (Лео).
В то же время, Эрик Сакс публично обещает помочь городу избавиться от Клана Фут. Вернувшись домой, Эйприл вспоминает о проекте своего отца — доктора О’Нила: в 1999 году, он вместе с Саксом работал над созданием мутагена, который учёные использовали на домашних питомцах Эйприл: Черепашках Рафаэле, Леонардо, Микеланджело (Майки) и Донателло (Донни), а также на крысе по имени Сплинтер. В итоге, придя в редакцию, Томпсон, сочтя её сумасшедшей, увольняет её, но Эйприл не сдаётся. Она едет к Эрику, раскрывает Саксу правду о Черепашках, и он рассказывает ей, как они возникли. Эйприл уходит, и он приказывает Клану Фут выследить её мобильный телефон, зная, что она пойдёт в убежище Черепашек. Шреддер лично возглавляет атаку, надев для этого специальную броню-экзоскелет, разработанную Саксом. В логове, Сплинтер открывает Эйприл правду: Эрик и Шреддер хотели распылить по Нью-Йорку токсин, единственным лекарством от которого являлся мутаген. Отец девушки, узнав об этом, уничтожил лабораторию и остатки сыворотки, за что был застрелен Саксом, а маленькая Эйприл спасла своих любимцев из пожара в здании. Вдруг, в логово врывается Клан Фут, Шреддер тяжело ранит в битве Сплинтера и похищает Донни, Майки и Лео. Эйприл и Раф, прихватив Вернона Фенвика — друга Эйприл и оператора 6-го канала, отправляются их спасать.
В лаборатории своего особняка Сакс выкачивает из Черепашек кровь, раскрывает свои планы и выделяет из собранной крови контейнер мутагена. Однако, появляются Эйприл, Вернон и Раф, которые спасают братьев. Сакс и Шреддер улетают в Нью-Йорк, где готовятся к распылению токсина. Черепашки, Эйприл и Вернон также отправляются туда.
В башне Сакс-Тауэр, Эйприл и Вернон вырубают Эрика, а Черепашки вступают в схватку со Шреддером, который благодаря своей броне с лёгкостью их одолевает. Однако, затем Черепашкам удаётся ненадолго отвлечь Шреддера, и Донни отключает распылитель на последней секунде. Шреддер решает взять реванш, выхватив у подоспевшей Эйприл контейнер с мутагеном, но они падают с крыши вместе с башней-распылителем, основание которой разломал Шреддер, впоследствии хватаясь за неё, и после совместных нескольких ударов Черепашек с Эйприл, Шреддер падает с огромной высоты на землю и разбивается вкупе с контейнером, содержимое которого попадает на злодея.
В финале, Черепашки исцеляют Сплинтера, а Эйприл возвращается на работу и решает не открывать миру правду о Черепашках, ставших её друзьями.

## В главных ролях
В фильме задействовано свыше 90 актёров, не считая актёров массовки.

| Актёр                                | Роль                                    |
| ------------------------------------ | --------------------------------------- |
| Пит Пложек / Джонни Ноксвилл (голос) | Леонардо (Leonardo)                     |
| Алан Ритчсон                         | Рафаэль (Raphael)                       |
| Ноэль Фишер                          | Микеланджело (Michelangelo)             |
| Джереми Ховард                       | Донателло (Donatello)                   |
| Меган Фокс                           | Эйприл О’Нил (April O'Neil)             |
| Уилл Арнетт                          | Вернон Фенвик (Vernon Fenwick)          |
| Уильям Фихтнер                       | Эрик Сакс (Eric Sacks)                  |
| Дэнни Вудберн / Тони Шалуб (голос)   | Сплинтер (Splinter)                     |
| Тохору Масамуне                      | Ороку Саки / Шреддер (Shredder)         |
| Мина Нодзи                           | Караи (Karai)                           |
| Вупи Голдберг                        | Бернадетт Томпсон (Bernadette Thompson) |
| Эбби Эллиотт                         | Тэйлор (Taylor)                         |

| Актёр           | Роль                                  |
| --------------- | ------------------------------------- |
| Пол Фицджералд  | Доктор О'Нил (Dr. O'Neil)             |
| К. Тодд Фриман  | Бакстер Стокман (Dr. Baxter Stockman) |
| Таран Киллам    | МакНаугтон (McNaughton)               |
| Крис Уайлд      | репортёр                              |
| Венида Еванс    | заложница в метро (Subway Hostage)    |
| Чэнс Келли      | мистер Риветти (Mr. Rivetti)          |
| Лейна Нгуен     | автор новостей                        |
| Дерек Мирс      | ниндзя                                |
| Харли Пастернак | телеведущая (камео)                   |
| Кэти Кавадини   | дополнительные голоса                 |
| Брэндон Кинер   | диктор                                |

## Съёмки
Работа над сценарием фильма началась в 2010 году. Сценарий неоднократно переписывался из-за разногласий между сценаристами, представителями компании Paramount и негативных откликов фанатов. Режиссёр фильма Джонатан Либесман заявил, что собирается создавать не просто экшен, а историю о братстве, дружбе и ответственности. Он вдохновлялся работой Weta Digital в «Восстании планеты обезьян», в частности фотореалистичностью персонажей, созданных при помощи компьютерной графики.
Съёмки фильма стартовали 22 марта 2013 года в городе Таппер Лейк, Нью-Йорк. 24 марта Алан Ричсон, Пит Пложек, Ноэль Фишер и Джереми Ховард получили роли Рафаэля, Леонардо, Микеланджело и Донателло соответственно. 2 апреля одна из ролей досталась Уиллу Арнетту. 15 апреля актёр Дэнни Вудбёрн был утверждён на роль Сплинтера.
Над визуальными эффектами фильма работала студия Industrial Light & Magic, известная по созданию спецэффектов для фильма «Трансформеры». Для реалистичности специалисты использовали систему захвата движения, которая фиксировала мимику актёров с помощью двух камер высокого разрешения. За один день съёмок камеры передавали один терабайт данных. Также специалисты применяли новое программное обеспечение, позволяющее художникам детально работать над лицами персонажей благодаря делению портрета героя на 200 секций. Специалисты по спецэффектам отмечали, что их задача сделать черепашек ниндзя «обаятельными, пугающими и узнаваемыми индивидуально». Каждый из персонажей должен был отличаться яркой индивидуальностью. По словам Пабло Хельмана, Донателло больше похож на баскетболиста, Рафаэль — на футболиста, а Микеланджело — на маленького Месси.
Музыку к фильму написал композитор Брайан Тайлер. Саундтрек вышел на лейбле Atlantic Records 5 августа 2014 года.
Выход в прокат был перенесен на 8 августа 2014 года, чтобы избежать конкуренции с другими семейными фильмами и картиной «Трансформеры: Эпоха истребления».

## Прокат
В Мексике, Перу, России фильм вышел в прокат 7 августа 2014 года, в Камеруне, Польше и США — 8 августа 2014 года, в Бразилии, Пакистане и Камбодже — 14 августа 2014 года.

## Восприятие
Фильм получил негативные отзывы критиков. На сайте Rotten Tomatoes фильм на основе 132 рецензий со средним баллом 4,2 из 10 имеет рейтинг 21 %. Общий консенсус: «недостаточно увлекателен, чтобы его рекомендовать, но и не слишком ужасный. Черепашки-ниндзя может похвастаться тем, что возможно является самым блеклым фильмом о говорящих прямоходящих рептилиях».
Тем не менее, фильм окупился в кинопрокате, собрав по всему миру почти 500 миллионов долларов.

## Сиквелы
В одном из интервью Уильям Фихтнер сообщил, что планируется целая трилогия фильмов, и он подписан на все части. Позже Джонатан Либесман и Брэд Фуллер подтвердили, что в сиквелах будут задействованы Кейси Джонс, Рокстеди и Бибоп. Позже, после успешного старта фильма в прокате, была назначена дата выхода сиквела — 2 июня 2016 года.